# Adelgidae
Os Adelgidae (adelgídeos) constituem uma família de insectos, parasitas de coníferas (pinheiros e abetos, onde fazem galhas ou escoriações), da superfamília Phylloxeroidea. Podem ser, por isso, também designados como pulgão-lanígero-do-pinheiro ou pulgão-lanígero-do-abeto.

## Géneros
Estão descritos cinco géneros:
- Adelges Vallot, 1836
- Aphanus Gistel, 1837
- Chermes Linnaeus, 1758
- Gisteliella Strand, 1928
- Pineus Shimer, 1869